# Brasilianska republikens utropande 1889
Brasilianska republikens utropande (portugisiska: Proclamação da República do Brasil) var en händelse i Brasiliens historia, och inträffade den 15 november 1889, och ledde till skapandet av republik i Brasilien, i stället för Kejsardömet Brasilien som varit en konstitutionell monarki ledd av Peter II.
Utropandet skedde i Rio de Janeiro, då huvudstad i Brasilien, då en grupp militärofficerare i Brasiliens armé, ledda av marskalk Deodoro da Fonseca, iscensatte statskupp utan att använda våld, avsatte kejsar Peter II, och konseljpresident, Ouro Pretos vicomte.
En provisorisk regering bildades samma dag, med Marshal Deodoro da Fonseca som president och interimsregeringens ledare. Republikens namn blev Brasiliens förenta stater.

### Fotnoter
1. 1 2 3  ”Republiken och Vargas”. Nationalencyklopedin. http://www.ne.se/uppslagsverk/encyklopedi/l%C3%A5ng/brasilien/historia/republiken-och-vargas. Läst 15 juli 2017.